# Бельгийско-нидерландская война
Бельгийско-нидерландская война — предпринятая Оранской династией в 1831 году неудачная попытка подавить Бельгийское освободительное движение и вернуть Бельгию в состав Объединённого королевства Нидерландов. Вооружённая фаза конфликта продолжалась всего 10 дней, отсюда его распространённое название — Десятидневная кампания.

## Возникновение конфликта
Образованное Венским конгрессом в 1815 году новое Нидерландское государство страдало тем, что между обеими его составными частями (Бельгия и Голландия) существовала непримиримая противоположность интересов национальности, религии и языка. Обоюдное неудовольствие возрастало с каждым днём и, наконец, разразилось революцией и провозглашением независимости Бельгии.
Дело в том, что большинство населения Нидерландов составляли германские по происхождению нидерландцы-протестанты. В новообразованной Бельгии абсолютно преобладало католическое население. Религиозные различия между регионами объяснялись тем, что северные (низинные) провинции — собственно Нидерланды — раньше освободились от владычества Испано-католической монархии и взяли курс на религиозную Реформацию. Южные регионы страны — собственно Бельгия — сохранились за испанской короной, а затем попали в зависимость от Франции. Более того, в южной половине Бельгии (Валлония) романское население преобладало ещё со времён поздней античности.
Поэтому раскол страны на две части по религиозному признаку (протестанты и католики) всех проблем национального самоопределения не решил. Однако после образования Бельгии в них начались трения на этнической и языковой почве, поскольку прибывшие французы и франкоязычные валлоны, составлявшие урбанизированное меньшинство (40 %) населения страны, монополизировали всю экономическую и культурно-языковую жизнь на тот момент преимущественно аграрной нидерландоязычной Фландрии. Начался процесс интенсивной галлизации Брюсселя, который являлся исторически германоязычным городом.
Король нидерландский Виллем I объявил, что до решения, какое будет принято собравшимся в Лондоне конгрессом великих держав, он предоставляет Бельгию своей судьбе. На национальном конгрессе Бельгии принц Леопольд Саксен-Кобургский на предложение ему бельгийской короны изъявил своё согласие под условием принятия Бельгией 18 статей, выработанных лондонским конгрессом и заключавших в себе условия раздела. Соглашение состоялось, принц Леопольд 21 июля торжественно въехал в Брюссель. Но после этого «18 статей» были отвергнуты Нидерландами, которые в начале августа 1831 двинули в Бельгию свои войска под началом принца Оранского.

## Силы сторон
Нидерландская армия состояла из 4 дивизий пехоты и 3 бригад кавалерии, которые были расположены следующим образом: дивизии генерала ван Гека и принца Бернхарда Саксен-Веймарского — лагерем близ Бреды, дивизии генералов Мейера и Корт-Гейлигерса с бригадой кавалерии — около Эйндховена, резервная кавалерия и артиллерия, под началом генерала Поста — в Бреде. Кроме того, в Антверпене, Маастрихте, у Венло и по всей границе — отряды нерегулярных войск или милиции. Устья реки Шельды были прикрыты эскадрою около 40 судов, а над Антверпеном гребная флотилия капитана Копмана. В общем, численность армии достигала до 70 тыс., да ещё было выставлено около 25 тыс. хорошо вооружённой милиции, конницы было около 8 тыс.; в армиях было до 150 орудий.
Вооружённые силы Бельгии находились в совершенном расстройстве, без центрального управления, внутренней администрации и без правильной организации. Войска, собранные на границе, состояли из двух частей. Одна, под несоответствующим названием Маасской армии, силою в 10-12 тыс. человек, в том числе до 3 тыс. плохой конницы, с 24 орудиями, под началом французского генерала Дена (Daine), была расположена около Хасселта. Другая, Шельдская, армия под началом бельгийца генерала де Тикена де Терхове (M. M. B. de Tiecken de Terhove) собиралась между Антверпеном и Мехеленом. К этой армии были ещё причислены 12-15 тыс. национальной гвардии, которая состояла из добровольцев, разнородных и разноимённых ополчений и служила более увеличению беспорядков, чем содействию в предстоящей борьбе. Регулярная армия была также неудовлетворительна — самую надёжную часть её составляли бельгийские солдаты прежней королевской армии, все же остальные — чужеземцы и новобранцы. Начальствующие лица были разных званий и народностей, искавшие приключений и военного счастья.

## Ход боевых действий
2 августа 1831 года принц Оранский со всеми своими войсками выступил в Бельгию и двинулся по направлению к Тюрнхауту. 3-го числа, после незначительного дела, он занял этот пункт, и все нидерландские войска (кроме дивизии Корт-Гейлигерса, направленной влево для наблюдения за Лимбургской провинцией) сосредоточились около Тюрнхаута. Таким образом, нидерландские войска быстрым и одновременным вторжением разделили бельгийские армии и могли обратиться против любой из них, или даже двинуться прямо на Брюссель.
Принц Оранский, пользуясь превосходством сил, решил сначала разбить Маасскую армию, а затем напасть на Шельдскую. С этой целью 5 августа главные силы нидерландцев, перейдя реку Демер, расположились у Диста, а ген. Корт-Гейлигерс отбросил левый фланг противника от Берингена. Одновременно с этим, пограничные нидерландские отряды перешли границу в разных пунктах с целью отвлечь внимание бельгийцев.
В первые дни бельгийцы ограничились сосредоточением Шельдской армии около Лира, а Маасскую отвели к Хасселту и укрыли её за возведёнными полевыми укреплениями, с целью дать здесь сильный отпор. Король Леопольд вступил в командование Шельдской армией, тотчас же распорядился о сосредоточении обеих армий около Диста, но было уже поздно, объединение не могло быть исполнено вовремя.
Принц Оранский, имея свои силы на прежних местах против фронта и левого фланга Маасской армии, и полагая, что бельгийцы намерены держаться в Хасселте, решил атаковать их с фронта и обойти одновременно с левого фланга. С этой целью, оставив дивизию фон-Геена в Дисте для прикрытия своего движения, он направил дивизию принца Саксен-Веймарского к Синт-Трёйдену, в тыл неприятеля, а с остальными войсками двинулся к Хасселту и остановился 7-го числа, не доходя Кермпта. В этот же день генерал Ден выступил с большей частью своих сил из Хасселта, атаковал нидерландский авангард у сел. Кермпа, и, отбросив его, занял позицию на р. Демере. Однако, узнав о движении принца Саксен-Веймарского, он в тот же день отступил к Хасселту.
8 августа нидерландская армия, продолжая наступление, отбросила бельгийский авангард у с. Курент и подошла к Хасселту. Генерал Ден, не имея возможности держаться в городе и щадя жителей от последствий штурма, отступил 8-го числа и направился по дороге к Тонгерену. Принц Оранский, заняв без выстрела город, тотчас же организовал преследование. Назначенная для этого кавалерийская бригада генерала Бореля настигла за городом бельгийскую конницу, следовавшую в большом беспорядке между обозами, которые не успели отправить заблаговременно. Поэтому достаточно было нескольких выстрелов, чтобы обратить бельгийскую конницу в бегство. Паника в арьергарде быстро передалась прочим войскам, и Маасская армия, не быв в сражении, рассеялась, бросив артиллерию, обозы и оружие. Лишь жалкие остатки её собрались через несколько дней в Льеже.

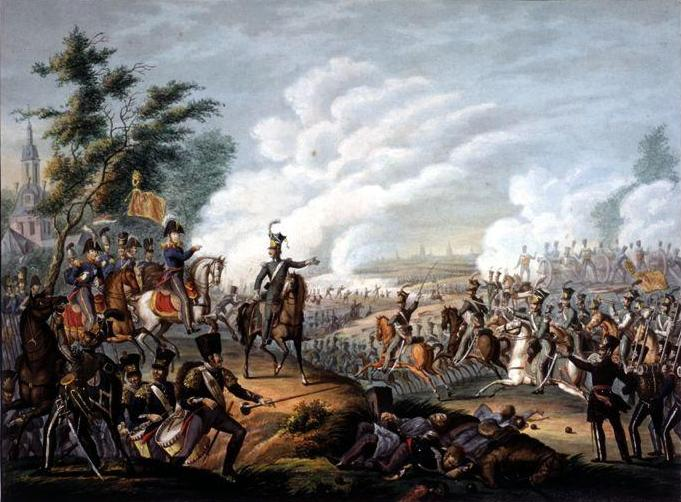
В. Г. Хугкамер. Сражение при Лёвене 12 августа 1831 года.

Нидерландцы, заняв Хасселт, тем самым открыли сообщение с Маастрихтом, на который могли опираться при дальнейших действиях. Покончив с Маасской армией, пр. Оранский решил направиться против Шельдской армии. 10-го числа, оставив в Хасселте дивизию Корт-Гейлигерса, он перевел главные силы в С.-Ирон, заняв авангардом Тинен. Король Леопольд, двинувшийся с Шельдской армией из Лира на соединение с Деном, прибыл 8 августа к Арсхоту, на р. Демер, откуда мог действовать во фланг и тыл пр. Оранского, но, получив 9 числа известие о поражении Маасской армии, он отказался от движения к Дисту и перешёл на дорогу к Лёвену. 10 числа он занял сильную позицию у сел. Баутерзем, между Лёвеном и Тиненом. 12-го числа пр. Оранский, следуя через Тинен, встретил бельгийцев на позиции. Во время битвы при Лёвене бельгийцы, атакованные с левого фланга, очистили позиции и отступили к Лёвену, где пытались вновь задержаться, однако новые атаки на их левый фланг ген. фон-Геена и появление принца Саксен-Веймарского в тылу их правого фланга вынудили их отступить и с этой позиции. Ввиду того, что дороги на Вавр и Брюссель были уже заняты нидерландцами, отступление могло быть совершено только по обходным просёлочным довольно трудным дорогам, через Бюке и Вильборд, или через Мехелен. Нидерландцы заняли ближайшие к городу высоты, откуда открыли сильный огонь. Часть Шельдской армии, под нач. Пиелона и Клумпта, некоторое время упорно удерживалась, другая же, перемешавшись с народом, теснилась на улицах города и вскоре обратилась в бегство. Принц Саксен-Веймарский, обойдя в то же время Левен, приближался к Брюсселю и невдалеке от города занял позицию на Железной горе.

## Французское вмешательство
Собственно говоря, на этом война и закончилась, так как ещё в первые дни вторжения Бельгия обратилась за помощью к Франции. Французы сформировали 50-тысячную армию под началом маршала Этьенна-Мориса Жерара, расположив её вдоль бельгийской границы: в Живе, Мобёже, Валансьене и Лилле. После первых поражений французская армия, по настоянию бельгийского короля, 10 августа перешла границу, а 13-го числа её авангард уже вступил в Брюссель одновременно с прибывшими туда частями Шельдской армии. Главные силы маршала Жерара следовали через Вавр к Тинену, откуда могли угрожать левому флангу и даже тылу принца Оранского. В то же время состоялась конференция в Лондоне, по итогам которой королю Нидерландов Виллему I рекомендовали прекратить боевые действия. Он был вынужден согласиться, и распорядился о выводе войск. Вслед за тем французская армия также оставила Бельгию.